# Josep Maria Junoy i Muns
Josep Maria Junoy i Muns, plus connu sous le nom J. M. Junoy, né le 10 décembre 1887 et mort le 3 mai 1955 à Barcelone, est un poète, journaliste et dessinateur catalan.

## Biographie
Quand il est jeune, il vit à Paris, où il travaille comme vendeur de livres et de peinture. Il fait des dessins satiriques, des dénonciations anticléricales et sociales pour le journal Papitu (1908-1910). Influencé par Apollinaire, il est aussi l'un des initiateurs de la poésie d'avant-garde en Catalogne et dirigea le magazine d'avant-garde Troços, précédant J. V. Foix. Il collabore également à La Publicitat, à La Veu de Catalunya, à Vell i Nou, à La Nova Magazine et à El Mati, dont il est le fondateur et le directeur. Il collabore également au magazine Ibérien sur l'allyphophilie,,,,,,,.